# الرعنا (الشغادرة)

تعديل مصدري - تعديل

الرعنا هي إحدى قرى عزلة قلعة حميد بمديرية الشغادرة التابعة لمحافظة حجة، بلغ تعداد سكانها 421 نسمة حسب تعداد اليمن لعام 2004.